# اولن (بلژیک)
شهر اولن (به فرانسوی: Olne) در شهرستان ورویه در استان لیئژ در منطقه فدرال والوون در کشور بلژیک واقع شده‌است.